# Mihail Alekszandrovics Solohov

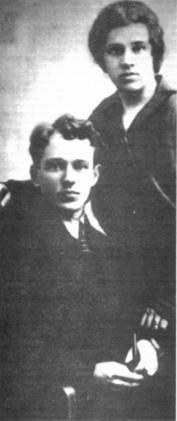
Solohov és felesége (1924)

Mihail Alekszandrovics Solohov (oroszul: Михаил Александрович Шолохов) (Kruzsilin, 1905. május 24. – Vjosenszkaja, 1984. február 21.) irodalmi Nobel-díjas orosz származású szovjet elbeszélő, regényíró, a huszadik századi világirodalom egyik kimagasló mestere.

## Életpályája
Az orosz elbeszélő, regényíró, Mihail Solohov a doni kozákság területén fekvő Vjosenszkajában született. Apja bevándorlóként élt a kozákok közt, foglalkozásait gyakran váltogatta. Anyja szegény családból való doni kozák lány, írástudatlan asszony volt, de hogy fiával foglalkozni tudjon, megtanult írni, olvasni.
Mihail gimnáziumban tanult, de 1918-ban megszakította tanulmányait, és beállt a Vörös Hadseregbe. Az 1920-as évek elején részt vett a Don mentén garázdálkodó bandák elleni harcban. 1922-ben néhány évre Moszkvába utazott. A fővárosban különféle fizikai munkákat vállalt, hogy fenntartsa magát. Volt amikor könyvelőként dolgozott, sőt írói tanfolyamot is végzett.
Első írása, egy – tárca – 1923-ban a Junoseszkaja Pravdá-ban (ma Moszkovszkij Komszomolec) jelent meg A próba cím alatt. Rogyinka, magyarul Anyajegy című elbeszélése 1924-ben jelent meg nyomtatásban, két évvel később Donszkije rasszkazi, magyarul Doni elbeszélések című kötete jött ki a nyomdából. Ezekben az elbeszélésekben a polgárháború által két táborra osztott kozákság harcát ábrázolta, a szegények harcát a gazdagokéval, az apa harcát a fiúval.
1924-ben tért haza szülőföldjére és az írásnak szentelte idejét, ugyanekkor családot alapított, Marija Petrovna Gromoszlavszkaját vette feleségül, házasságukból két fiú- és két leánygyermek született.
1926-ban kezdte írni Tyihij Don, magyarul Csendes Don című monumentális regényciklusát, mely az orosz irodalom aranykorának hagyományait követi sok száz szereplőjével, szétágazó cselekményével, ihletett természeti képeivel, őszinteségével.
Az 1930-as években írta és jelentette meg a Don-vidéki kolhozmozgalomról szóló regényét Új barázdát szánt az eke címmel. Regényében a túlkapásokat is ábrázolta, de tollát leginkább a kollektivizálással kapcsolatos optimizmus vezérelte. A könyv későbbi kiadásai Feltört ugar címmel jelentek meg Magyarországon.
1933-ban felemelte szavát a sztálini kegyetlen kollektivizálás ellen, és megpróbálta elérni, hogy segélyt osszanak az ukrajnai éhezőknek. (Mintegy 7 millió ember halt ekkor éhen Ukrajnában). 1938-ban tiltakozott a tömeges letartóztatások ellen, emiatt hűtlenségi perrel fenyegették.
A II. világháború idején haditudósítóként dolgozott a Don mentén. Első elbeszélésében, a Nauka nyenavisztyiban (magyarul a Gyűlölet iskolája) a hadra kelt Don-vidéki nép első háborús évének tapasztalatait összegezte, 1942-ben tették közzé. A következő években, 1943-1944-ben részleteket közölt készülő új regényéből, az Onyi szrazsalisz za rogyinu, A hazáért harcoltak című műből. A részletek a háború kezdeti időszakát, a visszavonulás nehéz napjait idézték és a kemény harcosokká edződő munkás- és parasztkatonákat.
1957-ben jelent meg Szugyba cseloveka, magyarul Emberi sors című kisregénye, amelyért 1965-ben irodalmi Nobel-díjat kapott. A regény főszereplője német fogságba került szovjet katona, aki hazájához és családjához mindvégig hű maradt.
A személyiségtörténet ábrázolásában egyedi a szerző alkotása. A kisregényből forgatókönyvet írt Szergej Fjodorovics Bondarcsuk, majd megfilmesítette 1959-ben. Nagy sikerrel játszották a mozikban nemcsak a Szovjetunióban, hanem külföldön is.
A hazáért harcoltak című regényéből is forgatókönyvet írt Bondarcsuk 1976-ban, meg is filmesítette, sikeres film volt, de nem közelítette meg az Emberi sors sikerét. Csendes Don című regényéből is forgatókönyvet írtak, Bondarcsuk 1989-ben kezdte meg a film forgatását angol koprodukcióban, de jogi viták miatt nem fejezték be Bondarcsuk életében, az orosz változatot Bondarcsuk fia fejezte be 2006-ban.
1959-ben Hruscsovot elkísérte nyugat-európai és egyesült államokbeli körútjára. 1961-ben beválasztották az SZKP Központi Bizottságába. Solohov hű volt a szovjet rendszerhez. Legtöbbet szülőföldjén tartózkodott, ott is halt meg 1984-ben.

## Emlékezete
1990-ben emlékbélyeget bocsátottak ki, Rosztov-na-Donuban és Moszkvában pedig emlékműveket állítottak a Nobel-díjas író tiszteletére.

## Művei (válogatás)

### Elbeszélések
- Az anyajegy (1924)
- Sibalok magzatja
- Idegen vér
- Pusztítás
- Kolcsak, a csalán meg egyebek

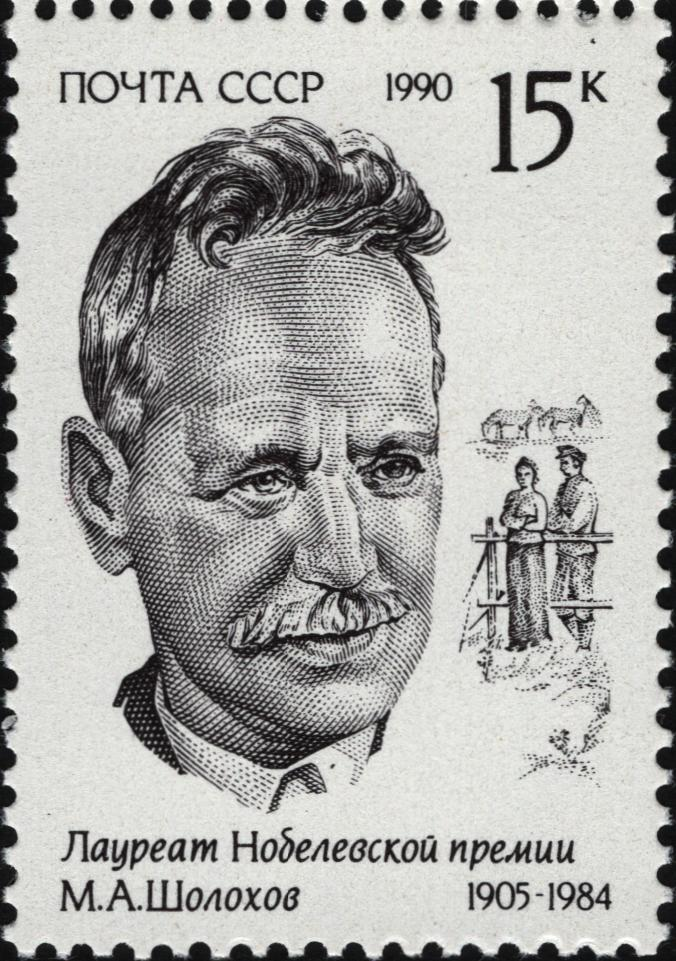
Solohov emlékbélyeg, (1990)

- Donszkije rasszkazi (Doni elbeszélések) (1926)

### Regények
- Csendes Don. 1-4. köt. (1928-1940)
- Új barázdát szánt az eke (1930)
- Akik a hazáért harcoltak (1944)
- Emberi sors (1956)
- Feltört ugar (1960)
- Nahaljonok (1966)

## Magyar fordítások
- Michail Solochov: A csendes Don. Regény, 1-2.; ford. Szurán Renée, Benamy Sándor; Epocha, Bp., 1935–1936[1]
- Michail Solochov: Új barázdát szánt az eke, 1-2.; ford. Tamás Aladár; Prager, Bratislava-Pozsony, 1938 (Az új Európa könyvesháza)
- Michail Solochow: A csendes Don, 1-5.; Cserépfalvi, Bp., 1941–1945
  - 1. köt. ford. Szurán Renée, 1941
  - 2. köt. ford. Benamy Sándor, 1941
  - 3. köt. A kozákok lázadása; ford. Benamy Sándor, 1942
  - 4. köt. ford. Kovai Lőrinc, 1942
  - 5. köt. ford. Kovai Lőrinc, 1945
- M. Solochov: A gyűlölet iskolája. Két kisregény; ford. Benamy Sándor; Az Orosz Könyv, Kolozsvár, 1946
- Csendes Don, 1-2.; ford. Makai Imre; Szikra, Bp., 1949
- Solochov: Akik a hazáért harcoltak; ford. Határ Győző; HM Politikai Főcsoportfőnöksége, Bp., 1949 (A néphadsereg kiskönyvtára)
- Fény és árnyék; ford. Devecseriné Guti Erzsébet, Wessely László; MSZT, Bp., 1951
- Mihail Solohov–Andrej Szinyavszkij: Meghódított föld; ford. Magos László; Új Magyar Kiadó, Bp., 1952
- Csendes Don, 1-2.; ford. Makai Imre, versford. Lator László, ill. Szántó Pál; 2., átdolg. kiad.; Szlovákiai Szépirodalmi, Bratislava, 1956 (Szovjet írók válogatott művei)
- Új barázdát szánt az eke; ford. Makay Imre, Gallyas Ferenc, ill. Csergezán Pál; Új Magyar Kiadó, Bp., 1956 (Iskolai könyvtár)
- Embersors; ford. Tóth Tibor; Az Orosz Könyv, Bukarest, 1957
- Idegen vér; ford. Makai Imre, ill. Kós Lajos; Európa, Bp., 1957
- Emberi sors / Béresek. Elbeszélés; ford., utószó Makai Imre, ill. Csergezán Pál; Magyar Helikon, Bp., 1957
- A hazáért harcoltak / Emberi sors. Elbeszélések; ford. Makai Imre; Szlovákiai Szépirodalmi, Bratislava, 1960
- Az út; ford. Domokos Géza, Németh László, Makai Imre; Orosz Könyv, Bukarest, 1960
- A hazáért harcoltak. Fejezetek egy regényből; ford. Makai Imre, ill. Rogán Miklós; Kossuth, Bp., 1960
- Feltört ugar. Regény; ford. Makai Imre; Európa, Bp., 1961
- Új barázdát szánt az eke; színpadra alk. Theodor Londorn, átdolg. Székely György, ford. Csoma Sándor, Sivó Mária; Színháztudományi Intézet, Bp., 1964 (Világszínház)
- Fattyú; ford. Vincze Ferenc, ill. György Mihály; Ifjúsági, Bukarest, 1966
- Azúrkék puszta; vál., szerk. Wintermantel István, ford. Bratka László, Makai Imre, Soproni András; Magvető, Bp., 1981 (Rakéta Regénytár)
- Emberi sors. Elbeszélések; ford. Makai Imre, Németh László, Soproni András; Európa, Bp., 1981 (Európa zsebkönyvek)
- Doni mesék. Elbeszélések; ford. Bratka László, Makai Imre; Metropolis Media, Bp., 2011 (Irodalmi Nobel-díjasok könyvtára)

## Társasági tagság
- RAPP (1925-1934)[2]

## Díjak
- Irodalmi Sztálin-díj (1941)
- Irodalmi Lenin-díj (1960)
- Irodalmi Nobel-díj (1965)

## Emlékezete
- Személye felbukkan (említés szintjén) Kondor Vilmos magyar író Budapest novemberben című bűnügyi regényében.